# Lies of P
Lies of P è un videogioco action RPG del 2023 sviluppato e pubblicato da Neowiz Games per PlayStation 5, PlayStation 4, Microsoft Windows, Xbox Series X e Series S e Xbox One.
Ispirato a Le avventure di Pinocchio di Carlo Collodi, il gioco è un souls-like ambientato nell'immaginaria città di Krat. Un'espansione prequel, Overture, è stata pubblicata nel giugno 2025.

## Trama
Nella città di Krat gli alchimisti scoprirono l'Ergo, un minerale in grado di alimentare i sofisticati burattini creati da Giuseppe Geppetto. Essi sono vincolati dal Grande Patto, una serie di comandi assoluti divisi in quattro leggi: "tutti i burattini devono obbedire agli ordini del loro Creatore", "un burattino non può fare del male agli umani", "un burattino protegge e serve gli umani e la città di Krat" e "un burattino non può mentire". Grazie ai burattini, i quali vennero integrati in molti aspetti di vita, Krat diventa una città fiorente. Tuttavia, iniziò a diffondersi una malattia denominata Morbo pietrificante, il quale trasforma lentamente in pietra le persone fino a causarne la morte, e come se non bastasse si scatenò la Frenesia dei burattini, un fenomeno misterioso che fece impazzire i burattini portandoli a massacrare la popolazione.
All'interno di un treno nella Stazione Centrale di Krat, una farfalla blu risveglia un burattino chiamato P, dicendogli di chiamarsi Sophia e di venire all'Hotel Krat; inoltre, egli trova Gemini, un grillo robotico senziente posto all'interno di una lanterna che gli fungerà da guida. Facendosi strada per le vie di Krat, ormai decadenti e piena dei suoi burattini impazziti, P supera un circo abbattendo anche il gigantesco Maestro della sfilata prima di giungere all'Hotel, di proprietà della facoltosa Antonia Cerasani. Qui viene accolto da Sophia, una giovane e misteriosa donna dall'abito e i capelli turchesi, la quale gli intima di trovare Geppetto, l'unico che potrebbe sapere come fermare la Frenesia dei burattini. L'ultima sua posizione nota è viale Elisio, dove P lo salva dall'Asino furioso, un membro dei Persecutori - corpo di vigilanza di Krat diviso in due fazioni, gli Spazzini e i Bastardi, noti per indossare maschere di animali - che lo accusa di nascondere la verità sulla Frenesia. Purtroppo neanche Geppetto sa nulla al riguardo, ma intima a P di ripulire il Municipio di Krat dai burattini, tra i quali vi è la Sentinella Rottamata.
Tornato all'hotel, Geppetto indirizza P verso la fabbrica di burattini appartenente a Lorenzini Venigni, famoso inventore e suo amico, chiedendogli sia di salvarlo che di chiudere la fabbrica in modo da fermare il crescente aumento di burattini. Arrivato sul posto P incontra Gatto nero e Volpe rossa, due Persecutori di dubbia morale assoldati da Venigni ma che lo hanno abbandonato. Trovato infine l'inventore, questi rivela che la sala di controllo è sorvegliata da Fuoco, il burattino addetto alla fornace da cui continua a crearne altri e a indirizzarli verso la Cattedrale di San Frangelico; inoltre, Pulcinella, il burattino maggiordomo di Venigni, risulta disperso. Sconfitto Fuoco e recuperato Pulcinella, P si dirige verso la Cattedrale di San Frangelico, luogo dove l'Arcivescovo Andreus ha accolto i rifugiati, ma durante il percorso si imbatte nelle Carcasse, cittadini sfigurati dal Morbo pietrificante a causa di una mutazione. Gli unici sopravvissuti sono Giangio, un farmacista alla ricerca del leggendario Albero degli zecchini d'oro, e Alidoro, un Persecutore con la fama di cacciatore di tesori. Scopre, inoltre, che l'infezione è penetrata anche all'interno della Cattedrale, e lo stesso Arcivescovo si è trasformato in un mostro grottesco che, una volta sconfitto, rilascia una gran quantità di Ergo - così come i resti del Maestro della sfilata, della Sentinella Rottamata e di Fuoco -, il quale viene raccolto da una torre. Successivamente Sophia chiede a P di indagare sul Quartiere Malum al di sotto della cattedrale, scoprendo purtroppo che è già infestato dalle Carcasse ed è controllato dalla Confraternita dei conigli neri, quattro fratelli Persecutori divenuti dei criminali. P riesce a sconfiggere il Maggiore, mettendo in fuga gli altri tre membri che gli giurano vendetta.
Tornato all'Hotel Krat, P viene indirizzato da Geppetto a via Rosa Isabelle, il luogo da dove è partita la Frenesia dei burattini, per colpire il loro re che li controlla tramite le onde Ergo. Trovatolo dentro il Teatro dell'Opera Estella scopre che dentro il corpo del Re dei burattini è presente quello vero: un burattino di nome Romeo, il quale cerca di comunicare con lui tramite un linguaggio sconosciuto. Sconfitto il re e uscito dal teatro incontra Geppetto, il quale, ora che i burattini sono senza una guida, afferma che rimane da risolvere la faccenda del morbo pietrificante, per cui lo indirizza alla Grande esposizione - il luogo in cui Krat esibiva le sue innovazioni - dove si dice che gli Alchimisti siano riusciti a sviluppare una cura. Alla mostra, P incontra Simon Manus, il capo degli alchimisti, il quale gli rivela che fu l'esposizione all'Ergo ad aver causato la malattia e che le mutazioni sono il risultato dei loro esperimenti con questo minerale, considerandole la prossima fase dell'evoluzione umana; spiega anche che l'Ergo è la forma cristallizzata dell'anima umana che si forma dopo la morte per poi invitare P sull'Isola degli Alchimisti.
Per raggiungere l'isola, P ha bisogno di un cristallo di Ergo aureo per alimentare il sottomarino "Pistris" di Lorenzini, ed è situato nella Palude desolata, una discarica a cielo aperto dove vengono smaltiti i resti dei burattini. Ottenuto il cristallo dopo aver sconfitto il Mostro verde della palude, P riceve un messaggio da Sophia riguardo a un attacco all'hotel. Al suo ritorno scopre che è stato compiuto dalla Confraternita, dalla Volpe Rossa e dal Gatto Nero su ordine degli Alchimisti e che Geppetto è stato rapito. Nel frattempo, Lorenzini decifra il messaggio di Romeo, che rivela come Geppetto, in quanto loro creatore, ha dato inizio alla Frenesia dei burattini grazie alla legge zero che lo pone al di sopra di tutti. P si dirige al sottomarino, ma cade in un'imboscata della Confraternita, i quali hanno aiutato gli Alchimisti in cambio di far risorgere il loro fratello maggiore. Sconfitto il gruppo incontra anche Alidoro, che si rivela in realtà il suo ex aiutante Pappagallo.
Arrivato sull'isola, P incontra Sophia sulla riva che gli confessa di essere una proiezione: il suo vero corpo, sfigurato dall'Ergo, giace nella torre dell'isola dopo che Simon ha sfruttato le sue capacità di Ascoltatrice per controllare l'Ergo, connettendola a una macchina che diffonde il morbo pietrificante. Sophia rivela di aver rianimato P affinché potesse porre fine alle sue sofferenze. Dopo aver sconfitto Laxasia, la più forte e fedele seguace di Simon, P entra nella torre e trova la vera Sophia, trovandosi di fronte a una scelta: lasciarla in vita o porre fine alle sue sofferenze. Più tardi, P incontra il Gatto nero e la Volpe rossa, che lo lasciano passare in cambio di uno zecchino d'oro - necessario affinché il primo guarisca da una malattia - o lo affrontano fino alla morte. Alla fine P libera Geppetto, il quale gli dice che Simon ha raccolto abbastanza Ergo per attivare una potente reliquia chiamata Braccio di Dio e ottenere il potere divino. P sale in cima alla torre e combatte contro un Simon, infusosi talmente di Ergo da essere diventato un essere divino, tornando poi da Geppetto che gli chiede di dargli il suo cuore meccanico in modo da usare il Braccio di Dio per trasformarlo in un vero essere umano.
- Se P sceglie di offrire a Geppetto il suo cuore, morirà nel processo e Geppetto userà il cuore per riportare in vita il figlio Carlo. Geppetto ordina quindi a Carlo di uccidere tutti i superstiti dell'hotel, sostituendoli con dei burattini e che vuole "stabilizzare" la città facendo subire la stessa sorte a tutti gli abitanti rimasti così da rendere Krat un luogo sicuro per Carlo.
- Se P rifiuta di offrire il suo cuore, Geppetto si infuria e attiva il Burattino senza nome perché glielo sottragga con la forza. Tuttavia, quando il burattino viene liberato dal suo controllo impazzisce e tenta di trafiggere il cuore di P, venendo fermato da Geppetto che si sacrifica per proteggerlo. Nel finale, P strappa via il nucleo del burattino, con Geppetto che lo maledice per avergli disubbidito per poi soccombere alle sue ferite.
- Se P ha solo mentito e ha eseguito diverse altre azioni prima del finale, per poi rifiutare di offrire il cuore a Geppetto, la scena che si presenta è la stessa del finale precedente. Tuttavia, notando che il burattino sta piangendo per lui, Geppetto si scusa e lo riconosce come suo figlio prima di morire. Più tardi, P trasferisce l'Ergo di Sophia in un burattino simile a lei riportandola in vita, per poi collassare privo di sensi fra le sue braccia.

In una scena dopo i titoli di coda, Giangio, il cui vero nome è Philippus Paracelsus, fa rapporto sugli "esperimenti di Krat" al suo superiore. Spiega che P potrebbe essere una delle chiavi per la vita eterna e che lui continuerà a cercare la seconda di nome Dorothy. A Krat, una ragazza con delle scarpe rosse viene vista sui tetti, mentre fa sbattere fra loro i suoi tacchi tre volte.

## Modalità di gioco
Lies of P è giocato con una prospettiva in terza persona. Il giocatore controlla l'umanoide Pinocchio e viaggia attraverso la città di Krat, esplorando l'ambiente e combattendo vari nemici biomeccanici. Pinocchio combatte con un arsenale di armi (come spade e asce) contro i suoi nemici, applicando anche manovre per schivare e bloccare i loro colpi. Pinocchio è dotato di un braccio meccanico che può essere equipaggiato con gadget, come un rampino per attirare i nemici o un lanciafiamme. Il sistema di armi e creazione offre 30 diversi tipi di armi con 100 combinazioni. Il gioco presenta un sistema "Lying System", in cui le decisioni prese dal giocatore durante determinati passaggi influenzano il corso degli eventi, portando a diversi finali.
Il gameplay di Lies of P è stato definito "soulslike", paragonabile a quello di Dark Souls, Bloodborne e Sekiro.

## Accoglienza
| Testata                          | Versione      | Giudizio |
| -------------------------------- | ------------- | -------- |
| Metacritic (media al 22-10-2023) | Xbox Series   | 84/100   |
| Metacritic (media al 22-10-2023) | PlayStation 5 | 80/100   |
| Metacritic (media al 22-10-2023) | PC            | 83/100   |
| OpenCritic (media al 22-10-2023) | collettivo    | 82/100   |

### Vendite
Ad un mese dalla pubblicazione di Lies of P, il gioco ha venduto oltre un milione di copie.

### Riconoscimenti
Lies of P è stato candidato nelle categorie Best Art Direction e Best RPG nel corso dell'edizione del 2023 dei Game Awards.